# Monte Borgognone
Il monte Borgognone è una montagna dell'Appennino Tosco-Emiliano alta 1.401 metri.

## Geografia
La vetta della montagna è ubicata al confine tra Emilia e Toscana, tra i comuni di Corniglio, in provincia di Parma, e Pontremoli, in provincia di Massa-Carrara, sul solo lato emiliano all'interno del contesto del parco nazionale dell'Appennino Tosco-Emiliano.

## La montagna e i percorsi
La cima è la naturale conclusione del crinale che dal monte denominato Gruppo Albero (1.383 m), in terra emiliana, si dirige verso sud sino ad affacciarsi in Lunigiana.
Il monte Borgognone deve la sua celebrità al fatto che dalle sue pendici meridionali nasce il fiume Magra, che percorre tutta l'omonima valle per poi gettarsi nel mar Ligure, tra Bocca di Magra e Fiumaretta.
L'Appennino tosco-emiliano, che inizia dal passo della Cisa (1055 m), vede nel monte Valoria (1229 m), nel monte Fontanini (1399 m) e nel monte Borgognone le sue prime tre cime in direzione sud-est, per poi degradare al vicino passo del Cirone (1255 m) e riprendere il suo cammino, in una costante ma progressiva elevazione, con il monte Cirone (1301 m), il monte Tavola (1504 m) e il monte Fosco (1683 m), ormai prossimi al monte Orsaro (1831 m).
Dalle pendici settentrionali nasce il torrente Baganza, un affluente della Parma.